# Aljoscha Rompe
Arthur Alexander "Aljoscha" Rompe (20 de octubre de 1947 en Berlín Oriental - 23 de noviembre de 2000 en Berlín) fue un músico de punk alemán, líder de la banda Feeling B.

## Ciudadanía
Rompe tenía un pasaporte de Suiza, pues su madre era ciudadana suiza por matrimonio. A los catorce años se le concedió un documento de identidad de la República Democrática Alemana, pero nunca llegó a tener la ciudadanía de la RDA. Aljoscha Rompe hacía uso de la libertad de desplazamiento que le permitía su estatus de Doppelstaatler para importar instrumentos y equipos de música desde el Berlín Occidental.

## Biografía
Rompe vivió entre 1979 y 1990 en el distrito Prenzlauer Berg, en el Berlín Oriental. En 1983 fundó Feeling B, una de las primeras bandas de punk alemanas, junto con Paul Landers y Christian Lorenz. El ático en el que Rompe residía servía de local de ensayo para Feeling B. Entre 1990 y 1999 vivió en una especie de comuna en Prenzlauer Berg, de la que finalmente fue desalojado. Rompe fue vigilado por la Stasi de forma ininterrumpida entre 1972 y 1989. Murió el 23 de noviembre de 2000 en su autocaravana debido a un ataque de asma.